# Resolução 777 do Conselho de Segurança das Nações Unidas
A Resolução 777 do Conselho de Segurança das Nações Unidas, adotada por unanimidade em 19 de setembro de 1992, após reafirmar a Resolução 713 (1992) e todas as resoluções subsequentes sobre o tema, o Conselho considerou que, como o estado conhecido como República Socialista Federativa da Iugoslávia (RFSJI) havia deixado de existir, observou que, de acordo com a Resolução 757 (1992), a reivindicação da República Federal da Iugoslávia (Sérvia e Montenegro) de continuar como membro automático das Nações Unidas não foi amplamente aceita e, portanto, determinou que a filiação da RFSI nas Nações Unidas não poderia continuar. Portanto, o Conselho recomendou à Assembleia Geral que a República Federal da Iugoslávia (Sérvia e Montenegro) cessasse sua participação na Assembleia Geral e solicitasse a adesão às Nações Unidas.
O projeto de resolução original, dos Estados Unidos, afirmava que a Assembleia Geral confirmava que "a adesão da Iugoslávia às Nações Unidas seria extinta", no entanto, esta disposição foi removida para obter o apoio russo e a própria resolução permaneceu aberta à interpretação.  A Rússia e a China rejeitaram a ideia de que a República Federal da Iugoslávia fosse excluída de todos os órgãos das Nações Unidas, afirmando que o seu trabalho nos outros órgãos não seria afectado.  Entretanto, a Índia e o Zimbabwe (aliados tradicionais da Iugoslávia através do Movimento dos Países Não Alinhados) disseram que a Resolução 777 violava a Carta das Nações Unidas, em particular os artigos 5º e 6º. 
A resolução, que também declarou que consideraria o assunto antes do final da 47ª sessão da Assembleia Geral, foi aprovada por 12 votos a favor e nenhum contra, enquanto a China, a Índia e o Zimbabwe se abstiveram de votar. 
Em 22 de setembro de 1992, a Assembleia Geral aprovou, por uma maioria de 127 votos a favor, 6 votos contra e 26 abstenções, a decisão do Conselho de Segurança na Resolução 47/1, embora o texto tenha sido enfraquecido com a remoção de "considerando que o estado anteriormente conhecido como República Socialista Federativa da Iugoslávia deixou de existir".   De 1992 a 2000, a República Federal da Iugoslávia recusou-se a candidatar-se novamente à adesão às Nações Unidas e o Secretariado das Nações Unidas permitiu que a missão da RSFI continuasse a operar e credenciou representantes da República Federal da Iugoslávia na missão da RSFI, continuando o trabalho em vários órgãos das Nações Unidas. 